# Rouyn-Noranda Huskies
Rouyn-Noranda Huskies (francouzsky Huskies de Rouyn-Noranda) je kanadský juniorský klub ledního hokeje, který sídlí v Rouyn-Norandě v provincii Québec. Od roku 1996 působí v juniorské soutěži Quebec Major Junior Hockey League. Založen byl v roce 1996 po přestěhování týmu Saint-Hyacinthe Laser do Rouyn-Norandy. Své domácí zápasy odehrává v hale Aréna Iamgold s kapacitou 3 500 diváků. Klubové barvy jsou černá, červená, stříbrná a bílá.
Nejznámější hráči, kteří prošli týmem byli např.: Mike Ribeiro, Dominik Boháč, Sven Andrighetto nebo Nikita Kučerov.

## Úspěchy
- Vítěz QMJHL ( 2× )
  - 2015/16
  - 2018/19
- Vítěz Memorial Cupu ( 1× )
  - 2018/19

## Přehled ligové účasti
Zdroj: 
- 1996–1999: Quebec Major Junior Hockey League (Lebelova divize)
- 1999–2005: Quebec Major Junior Hockey League (Ouestova divize)
- 2005–2006: Quebec Major Junior Hockey League (Západní divize)
- 2006–2008: Quebec Major Junior Hockey League (Telusova divize)
- 2008–2009: Quebec Major Junior Hockey League (Ouestova divize)
- 2009– : Quebec Major Junior Hockey League (Západní divize)